# Majda Mehmedović
Majda Kirmizi, született: Mehmedović (Bar, 1990. május 25. –) olimpiai ezüstérmes, Európa-bajnok, kétszeres bajnokok ligája győztes montenegrói válogatott kézilabdázó, balszélső, visszavonulása előtt a török Kastamonu Belediyesi GSK játékosa volt.

## Pályafutása

### Klubcsapatokban
Mehmedović a montenegrói első osztályú Budućnost Podgoricában kezdte pályafutását, ahol 2016 nyaráig kézilabdázott. Többszörös montenegrói bajnok és kupagyőztes, valamint 2010-ben Kupagyőztesek Európa-kupáját, 2012-ben és 2015-ben pedig Bajnokok Ligáját nyert a klub játékosaként. 2016 nyarán a román CSM București csapatához szerződött. 2017-ben és 2018-ban a román bajnokságot és Román Kupát nyert. 2019 nyarától újra a Budućnost Podgorica játékosa lett. 2021 nyarától a török Kastamonu kézilabdázója.

### A válogatottban
2010-ben tagja volt az U20-as világbajnokságon bronzérmes korosztályos csapatnak. A montenegrói válogatottal a 2011-es világbajnokság volt az első tornája. 2012-ben Európa-bajnoki aranyérmet és olimpiai ezüstérmet szerzett a válogatott tagjaként. Szerepelt a 2016-os olimpián is.

## Sikerei, díjai
- Bajnokok Ligája -győztes: 2012, 2015
- Kupagyőztesek Európa-kupája-győztes: 2010[11]
- Montenegrói bajnok: 2008, 2009, 2010, 2011, 2012, 2013, 2014, 2015
- Montenegrói Kupa-győztes: 2008, 2009, 2010, 2011, 2012, 2013, 2014, 2015
- Román bajnok: 2017, 2018
- Román Kupa-győztes: 2017, 2018
- Román Szuperkupa-győztes: 2017
- A román bajnokság All-Star csapatának tagja a ProSport szavazásán: 2017[12]